# Strada provinciale 41 Castelfranco
La strada provinciale 41 Castelfranco è una strada provinciale italiana della città metropolitana di Bologna.

## Percorso
Parte da San Giovanni in Persiceto puntando a sud-ovest, in direzione di Castelfranco Emilia. Incontra la Tangenziale di San Giovanni in Persiceto e la località di Tivoli. Si interrompe al confine con la provincia di Modena, dove assume la denominazione "SP 6 di San Giovanni Persiceto".